# Мала Офірна
Мала́ Офірна — село в Україні, у Фастівському районі Київської області. Населення становить 310 осіб.

## Розташування
Розташоване за 8 км від Фастова біля річки Унава на автодорозі Фастів — Київ (через Кощіївку).

## Походження назви
Назва села походить від польських слів «офіра», «офірувати» (українською — дарунок, дарувати). За переказами, у XVII столітті місцевий польський магнат подарував цей населений пункт Київському Братському монастирю разом з більшою офірою (Великою Офірною).

## Історія
Село має спільну історію з селом Велика Офірна, про яку вперше у письмових документах відомості з'являються у скарзі 1757 року. У тій скарзі зазначалося, що шляхтичами Аксаковим і Іваном Кияненком було пограбовано мешканку місцевої слобідки Офірни вдову Уляну Мартиниху та кількох інших селян з монастирських земель. У слабої вдови нахабно і підступно було пограбовано майно, церковні гроші і реєстри, які залишилися після смерті покійного чоловіка.
Згодом, будучи під Росією, село називатиметься Малою Офірною Фастівською, а нинішня Велика Офірна — Казенною Офірною.
У 1920—1922 роках багато мешканців села брали участь у повстанських гайдамацьких загонах дорогинського отамана Гайового і мотовилівському петлюрівському повстанському комітеті, через що були репресовані новою більшовицькою владою. У ті часи у селі була місцева просвітницька хата-читальня.
Нелегко проходив у селі і процес суцільної колективізації 1929—1930 років, коли виник місцевий колгосп імені 22 Січня. Немало постраждало село і у голодоморні 1932—1933 роки та часи масових сталінських репресій 1930-х років.
21-22 липня 1941 року у село прийшли німці і члени висланих з Галичини похідних груп ОУН. За участі ОУНівських представників у Малій Снітинці було обрану сільську управу на чолі з старостою Володимиром Дармостуком, яка діяла до 6 листопада 1943 року — часу відвоювння села від німців.
У Малій Снітинці відразу було відновлено колишній колгосп імені Молотова, а у Малій Офірній — колгосп імені 22 Січня. У 1951 році малоснітинський колгосп було об'єднано з великоофірнянським колгоспом, а згодом до нього долучили і колишній малоофірнянський колгосп. Цей укрупнений колгосп пізніше став радгоспом «Фастівським», а у часи незалежності України — КСП «Фастівське».

## Відомі уродженці
- Баранов-Мохорт Сергій Миколайович — народний депутат України 6-го скликання.
- Мельник Олександр Іванович — український художник.